# Alpha Arietis b
Alpha Arietis b (en abrégé alf Ari b ou α Ari b) est une planète extrasolaire (exoplanète) confirmée en orbite autour d'Alpha Arietis, l'étoile la plus brillante de la constellation zodiacale du Bélier, une géante orange (type spectral K III) située à une distance d'environ 20,2 parsecs du Soleil.
Détectée par la méthode des vitesses radiales grâce à un spectrographe échelle (BOES) installé sur le télescope de 1,8 mètre de diamètre de l'observatoire d'astronomie optique du Bohyunsan (BOAO), en Corée du Sud, sa découverte a été annoncée en 2010.